# 伊久姆仪器制造厂
49°10′N 37°17′W / 49.17°N 37.29°W
伊久姆仪器制造厂（烏克蘭語：-{ДЕРЖАВНЕ ПІДПРИЄМСТВО Изюмский приборостроительный завод,
ИПЗ}-，羅馬化：DERZHAVNE PIDPRYYEMSTVO Izyumskyy pryborostroytelʹnyy zavod, IPZ，直译：「国营企业伊久姆仪器制造厂，简称IPZ」）是乌克兰的生产企业，主要生产光学玻璃、光学仪器仪表等光学元件及光学系统总成，耐火材料、陶瓷等。公司同时开展光学系统和实验光学玻璃熔炼领域的研究开发工作。2010年12月起，伊久姆仪器制造厂被纳入乌克兰国防行业，成为国家信托公司乌克兰国防工业的子公司。
2022年4月俄罗斯入侵期间，伊久姆市暂时受到俄罗斯入侵者的控制。俄军空袭摧毁并抢劫了工厂。

## 引文
1. ↑  . （原始内容存档于2022-04-09） （乌克兰语）.
2. ↑  . Defense Express. 2022-04-08  [2022-04-09]. （原始内容存档于2022-04-09） （乌克兰语）.